# 龙妈精神
《龙妈精神》首要媒体及Sky Picture制作的2024年贺岁电视电影, 唯一本地艺人温绍平、王爱玲、秦雯彬、林奕廷、释福如、黎艳琼、罗励勤、小喵（鄭美心）、吕爱琼、庄雪梅、陈美婷、黄翠凤、陈薇之主演。
《龍媽精神》由Sky Picture製作，故事原型取材自巴冬仟年巾幗龍隊，集合小喵（鄭美心）、Jan秦雯彬、王愛玲、呂愛瓊、Remon林奕廷、釋福如、羅勵勤、Chris陳美婷、Feon黎艷瓊、Rosa莊雪梅、黃翠鳳、陳薇之等，真情演繹全女班龍隊在疫情後重新出發的故事。其他參與的演員還包括視帝溫紹平，新生代演員Uriah徐凱、Lovell陳馷佳、Loh羅辰昱、以及“低清藝人”Anthony螞蟻等。

## 播出时间

### 首播
| 频道/影音 | 所在地   | 播出日期      | 播出时间                              |
| --------- | -------- | ------------- | ------------------------------------- |
| 八度空间  | 马来西亚 | 2024年2月11日 | 大年初二 播出电视电影已经上线重温节目 |
| Tonton    | 马来西亚 | 2024年2月11日 | 大年初二 播出电视电影已经上线重温节目 |

## 故事概要
2012年，柔佛巴冬诞生了一支女龙队，震惊全马，还引来外国媒体的争相采访，且连续几年不断获得商演机会，风头一时无两。在疫情封关期间，舞龙队被逼暂停一切活动。时至今日，龙队依然未再合体。队长（小喵 饰）心心念念想要继续传承这支巴冬女龙队，刚好碰上也想要为在疫情期间染疫过世、同为龙队队员的姐姐——颜秀琳弥补遗憾的颜爱妮（秦雯彬 饰），二人因此并肩重整龙队，而龙珠许在妙 （王爱玲 饰）二话不说立即归队，众人希望在2024年的元宵节再次在巴冬居民面前上演飞龙在天。
然而，合体的过程中波折重重，先是龙头萧丽钰（林奕廷 饰）肾病恶化不能再舞龙，另一位龙头人选谢娥蕾（吕爱琼 饰）为照顾病重丈夫拒绝回归，其余的龙女们也以身体不适为借口，纷纷表示不愿归队，让三人从坚定不移到逐渐失去信念。所幸获得回流青年锺志清（徐凯 饰）等人的集思广益，利用现代手法和网上平台为她们打造MV，瞬间将舞龙年轻化，并且迅速在网上爆红。

## 演員表

### 主要演員
| 演员           | 角色   | 介绍 |
| 温绍平         | 许佑闻 | 小康出身，自幼熱愛中華文化，特別鍾情於舞獅和舞龍，對傳統文化知識了解頗深。他願意為教學獻出時間，甚至把家人放在第2位。私下的他口硬心軟，但教學上嚴謹而循循善誘，深受學員的尊敬。             |
| 王爱玲         | 许在妙 | 喵喵 中學畢業便嫁人，跟隨丈夫成為一名魚販，和孩子志清情同姐弟。她經常陪伴隊長，並協助隊長召喚隊員回歸。由於身體靈活，她一直擔任龍珠的位置。                                                 |
| 秦雯彬         | 颜爱妮 | Annie 她在疫情期間失去了姐姐（秀琳）和姐夫（會長）。為了履行姐姐的遺願，她向隊長提出了重組龍隊的建議，一邊學習舞龍，一邊負責招募新人，併協助管理龍隊的各項事務。                            |
| 林奕廷         | 萧丽钰 | 一名運輸公司文員，熱愛舞龍，也是龍隊的最早成員之一。然而，當龍隊重組後，她在練習時發現上氣不接下氣，原來腎病已惡化，因此無法再舞龍。                                                        |
| 小喵（鄭美心） | 林合贞 | 女龍隊發起人，也是一名退休副校長。盡管已退休，依然積極策劃各種活動。林合貞在疫情之後再次召喚隊員回歸，但因新冠後遺症影響，她最終放棄當龍頭的位置，專心進行幕後籌劃。                        |
| 吕爱琼         | 谢娥蕾 | 蕾姐 外表堅強，但實際上是個非常傳統、家庭觀念很重的婦女。她很少接觸家庭以外的世界，因此缺乏自信。在隊長和隊友的鼓勵下，她鼓起勇氣加入龍隊。教練看中了她的體格和潛力，於是讓她擔當龍頭位置。 |
| 释福如         | 张玉蓉 | |
| 黎艳琼         | 陈玲意 | 阿飘 |
| 罗励勤         | 林锦方 | 方姐 |
| 庄雪梅         | 罗一娇 | 8663 |
| 陈美婷         | 孔惠惠 | 师母 |
| 黄翠凤         | 张素雅 | 张姐 |
| 陈薇之         | 颜秀琳 | 会长夫人 颜爱妮之亡姐 |

### 参与演員
| 演员   | 角色   | 介绍                        |
| 徐凯   | 钟志清 | 李宛如、阿Loh和O仔之朋友    |
| 陈馷佳 | 李宛如 | 钟志清、阿Loh和O仔之朋友    |
| 罗辰昱 | 阿Loh  | 李宛如、钟志清和O仔之朋友   |
| 蚂蚁   | O仔    | 李宛如、阿Loh和钟志清之朋友 |

### 其他演員
| 演员   | 角色           | 介绍                   |
| 王麒竣 | David          | 蕾姐之老婆             |
| 何宇恒 | 潮州会馆新主席 | 柔佛洲麻坡潮州会馆     |
| 蔡炜祥 | 8663老公       | 8663的老婆             |
| 蔡子洋 | 茂烨           | 会长                   |
| 梅静萱 | 贝贝           | 贝贝之女儿             |
| 黄明慧 | 黄明慧         | 八度空间电视节目主持人 |
| 叶剑锋 | 叶剑锋         | 八度空间华语新闻主播   |

### 友情客串
| 演员   | 角色   | 介绍                    |
| 蔡瀞萱 | 蔡瀞萱 | 拍摄《Happy龙龙Time》MV |
| 朱宇婕 | 朱宇婕 | 拍摄《Happy龙龙Time》MV |
| 黄侯升 | 黄侯升 | 拍摄《Happy龙龙Time》MV |
| 林宏彦 | 林宏彦 | 拍摄《Happy龙龙Time》MV |

## 电视剧原声带
| 《龙妈精神》电视剧原声带 | 《龙妈精神》电视剧原声带 | 《龙妈精神》电视剧原声带 | 《龙妈精神》电视剧原声带 | 《龙妈精神》电视剧原声带 | 《龙妈精神》电视剧原声带 | 《龙妈精神》电视剧原声带 | 《龙妈精神》电视剧原声带 |
| 曲序                     | 曲目                     |                          | 作曲                     | 编曲                     | 製作人                   | 演唱                     | 时长                     |
| ------------------------ | ------------------------ | ------------------------ | ------------------------ | ------------------------ | ------------------------ | ------------------------ | ------------------------ |
| 1.                       | 夕阳红 （片头曲）        | 甄楚彤                   | BULAT 黄渊星             | RICH 黎志鸿              | EC Rice                  | 黄诗琦                   | 3:36                     |

## 轶事
- 《龍媽精神》將於大年初二（2月11日）晚上9時首播，為了讓觀眾更了解整個拍攝的運作，八度空間將在年除夕（2月9日）晚上7時播出《龍媽精神》幕後花絮，讓觀眾搶先看演員們的專業精神。

## 注明
- Tonton （页面存档备份，存于）《龙妈精神》电视电影在线重温节目